# George Gipps

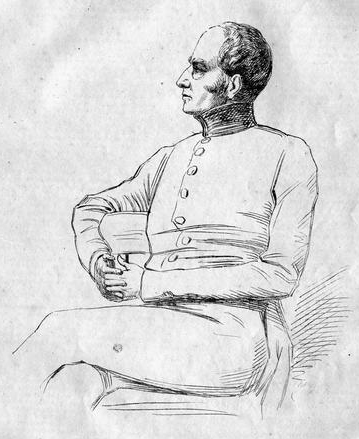
George Gipps, 1847. Gezeichnet von William Nicholas.

Sir George Gipps (* 1791 in Ringwould in Kent in England; † 28. Februar 1847 in Canterbury) war acht Jahre lang vom 24. Februar 1838 bis zum 12. Juli 1846 Gouverneur der Kolonie New South Wales in Australien. Seine Gouverneurschaft lag in der Anfangszeit von New South Wales und Australien, weshalb auch Neuseeland – damals ein Teil von New South Wales – für eine längere Zeit von ihm mitverwaltet wurde.
Die europäischen Siedler jener Zeit waren nicht zufrieden mit seiner Regierung, obwohl das zuständige britische Kolonialbüro Gipps für einen fähigen Administrator hielt.

## Ausbildung und Werdegang
Gipps wurde 1791 als Sohn des Geistlichen George Gipps geboren. Er besuchte The King’s School in Canterbury und erhielt eine Ausbildung an der Royal Military Academy in Woolwich. Im Jahre 1809 trat er in die Royal Engineers ein und wurde in den Napoleonischen Kriegen auf der Iberischen Halbinsel und an anderen Orten in Europa eingesetzt, außer in der Schlacht bei Waterloo, da er sich zu diesem Zeitpunkt in Ostende in Belgien aufhielt, wo er den Bau von Festungsanlagen vorbereitete. 1824 ging der zur Kolonialarmee und diente auf den Westindischen Inseln.
1830 heiratete er Elizabeth Ramsay, die Tochter von Major-General George Ramsay. Er und seine Frau hatten einen Sohn, Reginald Ramsay Gipps, der später General in der Britischen Armee war. 1834 wurde Gipps Privatsekretär des Ersten Lords der Admiralität, Lord Auckland, und ein Jahr später wurde er zusammen mit Earl of Gosford und Sir Charles Grey, 2. Earl Grey als Kommissär nach Kanada gesandt, um die dortigen Missstände zu untersuchen. Als er im April 1837 nach England zurückkehrte, wurde er zum Ritter geschlagen und in den Rang eines Majors erhoben. Ab dem 5. Oktober 1837 war er zum Gouverneur von New South Wales bestellt; er kam am 23. Februar 1838 in Sydney an.

## Gouverneur von New South Wales
Zur Landnahme Australiens benötigten die europäischen Siedler den Schutzschirm einer verantwortungsvollen Regierung als auch eine begrenzte Landnahme durch die Kolonialisten. Gipps war des Weiteren sehr besorgt über die schulischen Möglichkeiten in der Kolonie, als auch über die Nichtbeachtung des Strafrechts. Zu Charles La Trobe, der später Gouverneur der 1851 gegründeten Kolonie Victoria wurde, hatte Gipps persönliche und gute Arbeitsbeziehungen.

### Schulen in der Kolonie
Im Jahre 1844 hatten mehr als die Hälfte der Kinder keinerlei Möglichkeit zu einer schulischen Ausbildung, weder in öffentlichen noch in privaten Schulen. Es gab eine große Kontroverse über konfessionelle Schulen, die den Anlass zur Sektenbildung gaben und derart ineffizient waren, öffentliche Schulen zu gründen, dass die Regierung sie unterstützen konnte. Die entscheidende Alternative für dieses Problem kam letztendlich von der Church of England.

### Landnahme
Eines der wichtigsten Anliegen von Gipps war es, das Ausmaß der Landbesetzungen durch die europäischen Siedler zu begrenzen. Diese Politik bildete einen Teil seiner Grundhaltung und seine offizielle Politik war, abgeleitet aus der Vernunft, dass sich die Siedler über das Land der Aborigines nicht immer weiter ausbreiten sollten. Die Folgen der Landbesetzung von Stammesgebieten der Aborigines durch die europäischen Siedler fanden ihren Ausdruck im Myall-Creek-Massaker und im Waterloo-Creek-Massaker, in deren Folge im Jahre 1838 100 bis 300 Aborigines massakriert wurden. Diese Ereignisse waren für Gouverneur Gipps verabscheuungswürdig, weswegen auch sieben europäische Männer wegen ihres Anteils am Massaker am Myall Creek verurteilt und erhängt wurden.
Gipps war machtlos gegen die Selbstjustiz an Aborigines durch die weißen Siedler. Gegen die unbegrenzte Landnahme erließ er im April 1844 eine Vorschrift, die den Landbesitzern eine Lizenzgebühr von £10 jährlich je 20 Quadratmeilen auferlegte und er erhob eine weitere Einzellizenz je Viehzuchtstation. Des Weiteren legte er eine Obergrenze von 500 Rindern und 7000 Schafen für jede Viehzuchtstation fest. Diese Regelungen zog einen Proteststurm der Landbesetzer nach sich und dies führte zu einer Gründung der Pastoral Association of New South Wales, die sich gegen diese Vorschriften wandte.
Weitere Schwierigkeiten bereitete die staatliche Aufsicht der Auflagen über die weitgestreuten Siedlungen, weil riesige Distanzen zu überwinden waren, das Reisen schwierig war und es am Willen fehlte, vor Ort präsent zu sein. Die administrative Zeit in Sydney nahm ihn zu viel in Anspruch.

### Erster Gouverneur von Neuseeland
Im Jahre 1839 änderte Gipps seine Konzeption und vergab verbriefte Landrechte. Er wurde als Captain-General und Gouverneur-in-Chief über das gesamte Territorium von New South Wales eingesetzt. Die neuen Grenzen seines Gebiets beinhalteten auch Neuseeland, soweit Land der Souveränität von Neuseeland unterstand. William Hobson wurde als Deputy-Gouverneur im Jahre 1839 eingesetzt und segelte im Januar 1840 nach Neuseeland.
Die Händler von Sydney waren in große Spekulationen über Neuseeland, das Land der Māori, verwickelt. Aus dieser Erkenntnis resultierte, dass Gipps einen Tag nach der Ankunft von Hobson in Neuseeland proklamierte, dass kein Rechtstitel fürderhin in Neuseeland erworben werden kann, der nicht von der Krone bewilligt und gewährt ist. Dies ist unzweifelhaft die Regelung im Artikel II der Treaty of Waitangi als ein Teil von Hobsons Aufgabe, die securing British sovereignty over New Zealand by the negotiation of a Treaty between Māori and the Crown (deutsch: Sicherung der Britischen Souveränität über Neuseeland bei Verhandlungen über einen Staatsvertrag zwischen Māori und Krone) herzustellen.
Bis zum Erlass verbindlicher Regelungen hatte das New South Wales Legislative Council alle Rechte Neuseelands außer Kraft gesetzt und die Regelungen von Gipps, die für New South Wales galten, wurden auf Neuseeland übertragen. Kleinere Regelungen und finanzielle Unterstützungen waren dennoch möglich. Gipps stellte einen Berater an und gründete eine kleine militärische Niederlassung zur Kontrolle von Hobson. Meistens erledigte Hobson das Tagesgeschäft, während Gipps Privilegien der Macht innehatte. Diese Aufgabe endete im Mai 1841 als Neuseeland Kronkolonie mit eigenen Rechten wurde.

### Finanzierung der Kolonie
Die Deportation der Aborigines endete zur Enttäuschung der großen Landeigentümer im Jahre 1843, vor allem für diejenigen, die in ihnen billige Arbeitskräfte sahen. Gipps favorisierte die freie Wanderungsbewegung, die von der Regierung finanziert wurde. Es gab in seiner Amtszeit eine drei Jahre anhaltende Dürre, die zu einer Hungersnot der Siedler führte. Der Wert des Land fiel und führte zu weiterer Herabwürdigung seiner Gouverneurschaft bei den großen Landeigentümern und weiteren interessierten Kreisen.

## Rückkehr nach England
Da er außergewöhnlich gewissenhaft war und stets fair handelte, war seine Gesundheit durch Überarbeitung und die ständigen Schmähungen durch die Siedler angegriffen. Seine Bestellung als Gouverneur wurde zwar durch die zuständige Kolonialverwaltung wegen seiner Reputation nach sechs Jahren ein weiteres Mal um weitere zwei Jahre verlängert, aber Gipps wartete nicht auf seinen Nachfolger Charles Augustus FitzRoy, als er im Juli 1846 Australien verließ. Er erreichte England im November und starb in Canterbury an einem Herzinfarkt am 28. Februar 1847.

## Hinterlassenschaft
Das Gippsland wurde von seinem Freund, dem Entdecker Paweł Edmund Strzelecki, ihm zu Ehren benannt.